# Grizzly Falls - La valle degli orsi
Grizzly Falls - La valle degli orsi (Grizzly Falls) è un film del 1999 diretto da Stewart Raffill. Il Italia il film è uscito in videocassetta con il titolo La preda.

## Trama
Tyrone è un cacciatore che ha messo le mani su una cucciolata di orsi. L'uomo, però, non ha tenuto conto di mamma orsa decisa a riprendersi i suoi piccoli. L'animale, per vendetta, rapisce il figlio di Tyrone, Harry e il cacciatore si mette subito sulle sue tracce. Nel frattempo, però, l'animale si dimostra un compagno capace ed amorevole nei confronti del ragazzino.